# 춤추는 대수사선 극장판 외전 2 - 용의자 무로이 신지
《용의자 무로이 신지》(일본어: 容疑者 室井慎次, THE SUSPECT)는 춤추는 대수사선의 스핀오프 영화 중 2번째 시리즈의 영화이다. 2005년 8월 27일에 개봉되었다.
캐치프레이즈는 〈He's black?, 아오시마, 약속은 지키지 못 할 것 같다…, 정의에 배신당한 남자. / 적은 범인만이 아니다.〉

## 내용
전작 영화 《교섭인 마시타 마사요시》에서의 사건으로부터 몇 개월이 지난 2005년 2월, 경시청 신주쿠 북부 경찰서 관내에서 발생한 살인사건의 수사 과정에서 사정청취를 받았던 카미무라 세이이치로(神村誠一郎) 순사는 형사들을 따돌리고 도주하다가 차에 치여 죽고 만다. 이로부터 사건은 카미무라 순사에 대한 수사는 중단하고, 피의자 사망인 채로 불구속 입건을 하려고 하였다. 피의자가 경찰관이었기 때문에 경찰의 상층부는 사건을 빨리 마무리 짓고 싶었던 것이다.
수사본부장으로서 지휘를 맡고 있던 무로이 신지 경시정은 사망하였다고 해도 피의자의 증언이 없는 채로 수사를 중단하는 것을 받아들이지 못하고 있었다. 그 때 무로이는 피의자와 피해자가 공통적으로 어떤 물건을 갖고 있음을 알아챈다. 그래서 수사를 속행할 것을 결정하고, 다시 수사회의를 시작하기 위해 형사들을 모으려고 하자, 도쿄 지검에서 쿠보조노 유키오(窪園行雄) 검사가 나타나, 무로이를 특별 공무원 폭행죄 혐의로 체포한다. 이는 변호사 하이지마 히데키(灰島秀樹)의 계략으로, 카미무라 순사의 모친이 고소하였기 때문이었다.
게다가 이 체포극의 뒤에는 이케가미(池神) 경찰청 차장과 아즈미(安住) 경시청 부총감 사이의 차기 경찰청장관 자리를 두고 벌인 추악한 파벌 싸움이 숨겨져 있었다. 사건의 진상을 밝히려는 무로이의 앞을 권력 투쟁이 가로막아 그의 용기는 사라지려고 하는데…….

## 출연

### 주연
- 야나기바 토시로
- 다나카 레나
- 아이카와 쇼우
- 야시마 노리토
- 후키코시 미츠루
- 에모토 아키라

### 조연
- 카케이 토시오
- 기타무라 소이치로
- 마스 타케시
- 마야 미키
- 나카하라 타케오
- 오오코치 히로시
- 오노 타케히코
- 오스기 렌
- 사이토 사토루
- 사노 시로
- 다나카 케이

## 비고
- 작고한 이카리야 쵸스케가 맡았던 와쿠가 춤추는 대수사선의 세계에서는 여전히 건재함을 암시하는 대사가 나온다. 이는 무로이 역의 야나기바 토시로가 요구한 것이라고 한다.
- 시리즈 전작의 춤추는 대수사선 THE MOVIE와 춤추는 대수사선 THE MOVIE 2 사이에 일어난 '잠수함 사건'에 대해 작중에서 언급하고 있다.
- 이 작품에서 등장하는 변호사 하이지마 히데키를 주인공으로 한 스페셜 드라마 《변호사 하이지마 히데키》가 2006년 10월 28일 방영되었다.